# ISO 3166-2:TJ
Die Liste der ISO-3166-2-Codes für  Tadschikistan enthält die Codes für die 3 Provinzen, die von der Zentralregierung verwaltete Bezirke und den Hauptstadtbezirk.
Die Codes bestehen aus zwei Teilen, die durch einen Bindestrich voneinander getrennt sind. Der erste Teil gibt den Landescode gemäß ISO 3166-1 (für  Tadschikistan TJ), der zweite den Code für die Verwaltungseinheiten der Provinzebene wieder.

Der aktuelle Landescode wurde im November 2016 zuletzt aktualisiert.
| Provinzen                     | Code  |
| ----------------------------- | ----- |
| Berg-Badachschan 1            | TJ-GB |
| Chatlon                       | TJ-KT |
| Sughd                         | TJ-SU |
| Nohijahoi tobei dschumhurij 2 | TJ-RA |
| Duschanbe 3                   | TJ-DU |